# Monolepta intermedia
Monolepta intermedia es una especie de insecto coleóptero de la familia Chrysomelidae.
Fue descrita científicamente en 1875 por Ritsema.